# Les Aventures de Sherlock Holmes et du docteur Watson (téléfilm)
Pour plus de détails, voir Fiche technique et Distribution.
Les Aventures de Sherlock Holmes et du docteur Watson (en russe : Приключения Шерлока Холмса и доктора Ватсона) est un téléfilm soviétique réalisé par Igor Maslennikov en 1980, qui constitue le second volet de la série des Aventures de Sherlock Holmes et du docteur Watson. Il est composé de trois épisodes Le Rois du chantage, L'Affrontement mortel et La Chasse au tigre respectivement adaptés de trois aventures du détective Sherlock Holmes écrites par Arthur Conan Doyle - Charles Auguste Milverton, Le Dernier Problème et La Maison vide -, avec l'ajout de quelques lignes de sujet de L'Interprète grec, Flamme d'Argent et Le Marchand de couleurs retiré des affaires.
Les personnages de Holmes et Watson sont incarnés par Vassili Livanov et Vitali Solomin. Le film est produit par les studios Lenfilm.

## Trame

### Épisode 1:Le Roi du chantage
Holmes s'attelle à sauver l'honneur de lady Eva Blackwell, menacée par le redoutable maître chanteur Charles Auguste Milverton qui détient ses lettres intimes.

### Épisode 2:L'Affrontement mortel
Après avoir neutralisé tous les hommes de main du professeur Moriarty, Holmes va affronter son ennemi le plus redouté près des chutes du Reichenbach.

### Épisode 3:La Chasse au tigre
Le docteur Watson fidèle à la promesse faite à son ami Holmes de veiller sur le jeune avocat Ronald Adair va rôder autour du domicile de ce dernier, mais n'arrivera pas à empêcher le meurtre. Pire, il est suspecté par la police. Le retour de Holmes va toutefois le sortir de cette situation délicate et dans la foulée résoudre toute l'affaire.